# Medaile Za dobytí Berlína
Medaile Za dobytí Berlína (rusky Медаль «За взятие Берлина») byla sovětská medaile založená roku 1945, jež byla udílena účastníkům bitvy o Berlín. 

## Historie a pravidla udílení
Medaile byla zřízena prezidiem Nejvyššího sovětu Sovětského svazu dne 9. června 1945 zákonem O zřízení medailí Za dobytí Budapešti, Za dobytí Královce, Za dobytí Vídně a Za dobytí Berlína.
Dne 16. dubna 1945 začala bitva o Berlín, která se podle historiků stala jednou z největších operací druhé světové války. Do operace byl zapojen 1. běloruský front, 2. běloruský front a 1. ukrajinský front, jakož i 18. vzdušná armáda, vojenská flotila Dněpr a část sil Baltského loďstva. Na okraji Berlína byly silné německé obranné formace. Samotný útok na Berlín začal 25. dubna 1945, kdy ve městě propukly prudké pouliční boje. Dne 30. dubna zahájily sovětské jednotky útok na Reichstag. Ráno 2. května podepsal berlínský velitel kapitulaci hlavního města a do odpoledne téhož dne německý odpor ve městě ustal.
Vyznamenání bylo udíleno na památku dobytí hlavního města Německa. Podle statutu ocenění bylo udíleno sovětským vojákům, kteří se přímo podíleli na útocích na Berlín, stejně jako organizátorům a velícím důstojníkům vojenských operací během dobývání tohoto města. Uděleno bylo přibližně 1 100 000 těchto medailí.

### Vznik medaile
Dne 19. dubna 1945 dostal náčelník týlu Rudé armády armádní generál A. V. Chruljov rozkaz k vypracování návrhů medailí za dobytí a osvobození měst ležících mimo území Sovětského svazu.
První návrhy na vzhled medaile Za dobytí Berlína byly představeny dne 24. dubna 1945, kdy byly boje o německé hlavní město v plném proudu. Do soutěže se přihlásilo celkem 116 návrhů. Dne 3. května započal rytec V. N. Adrianov s výrobou vzorků na základě předložených skic. Autoři se snažili ve svých kresbách co nejjasněji vyjádřit význam dobytí Berlína jakožto bašty nacismu. A. I. Kuzněcov, který se již dříve podílel na vývoji řady sovětských vyznamenání, představil několik možností. Na jedné z nich byla postava sovětského vojáka šlapajícího po svastice, na jiném tři spojenecké vlajky (USA, Velké Británie a Sovětského svazu) na znamení spolupráce ve společném boji proti fašismu. Kiseljov předložil návrh s vyobrazením sovětských tanků před Braniborskou branou.
Na základě rozhodnutí o umístění nápisu za dobytí na medailích udílených za dobytí nepřátelských měst, byla jako finální verze přijata jedna ze skic A. I. Kuzněcova. Na přední straně byl nápis Za dobytí Berlína a na zadní datum pádu města.

## Pravidla udílení

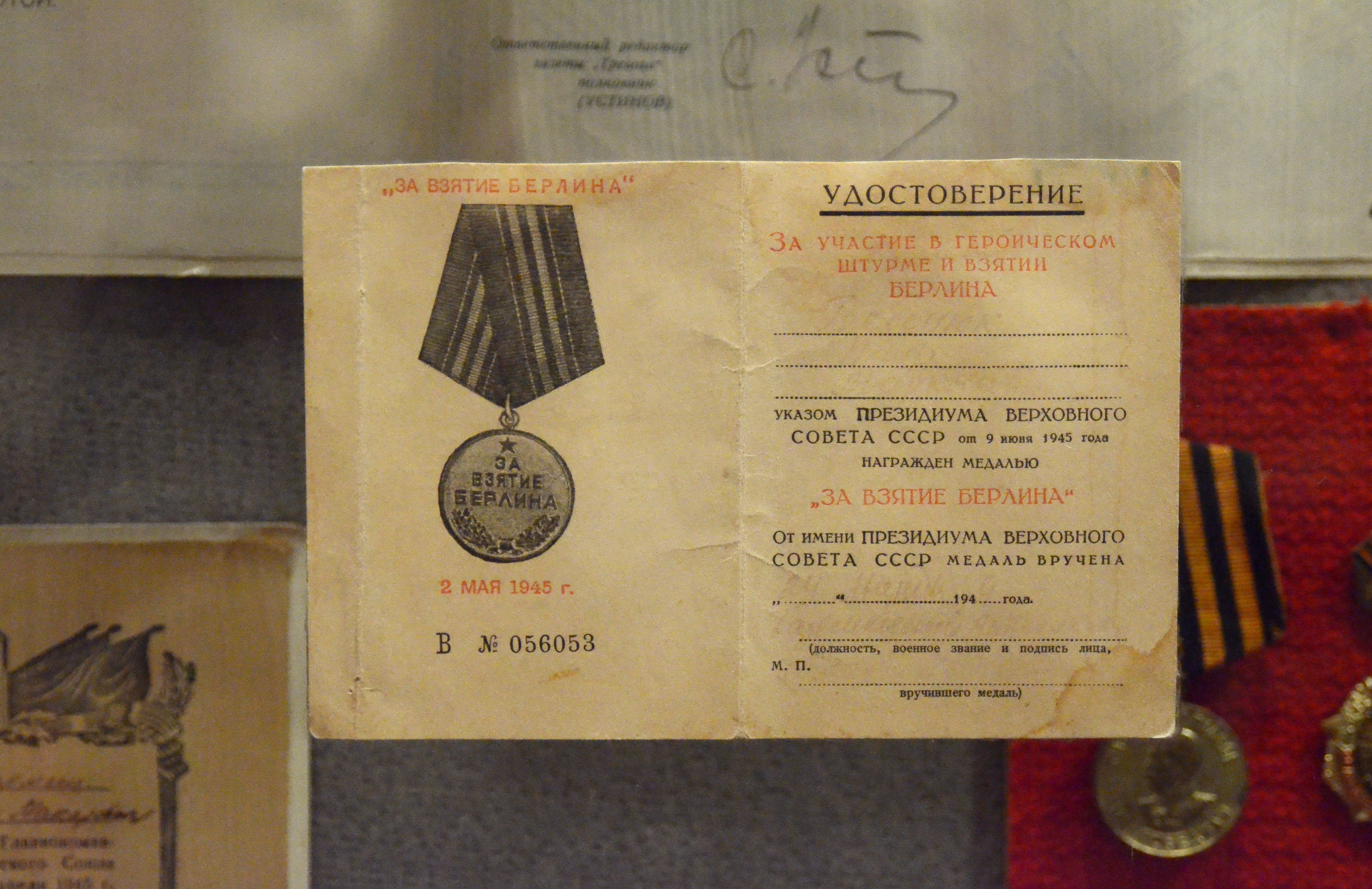
Dekret potvrzující udělení vyznamenání

Medaile byla udílena příslušníkům Rudé armády, námořnictva a NKVD, kteří se přímo účastnili útoku na Berlín, jakož i organizátorům a velícím důstojníkům operací vedoucích k dobytí tohoto města. Udílena byla jménem prezidia Nejvyššího sovětu Sovětského svazu na základě dokladů potvrzujících skutečnou účast na útoku vydaných veliteli jednotek a vedoucími vojenských zdravotnických zařízení.
Většina medailí byla udělena během tří let po skončení druhé světové války. Pokud nebylo vyznamenání uděleno přímo ve vojenské jednotce, obdržel voják během demobilizace příslušný doklad, na jehož základě mohl obdržet medaili v místě svého bydliště. Do roku 1951 byly medaile i osvědčení po smrti vyznamenaného vraceny státu. Dekretem prezidia Nejvyššího sovětu Sovětského svazu ze dne 5. února 1951 bylo stanoveno, že medaile i osvědčení zůstávají v rukou dědiců držitele tohoto vyznamenání.
Medaile Za dobytí Berlína se v přítomnosti dalších sovětských medailí nosí za Medailí Za dobytí Vídně. Pokud se nosí s vyznamenáními Ruské federace, pak mají ruská vyznamenání přednost.

## Popis medaile
Medaile kulatého tvaru o průměru 32 mm je vyrobena z mosazi. Na přední straně je nápis v cyrilici За взятие Берлина. Nad nápisem je pěticípá hvězda. Pod nápisem je při vnějším okraji medaile věnec z dubových listů. Na zadní straně je datum dobytí Berlína 2 мая 1945. Pod ním je pěticípá hvězda.
Medaile je připojena pomocí jednoduchého kroužku ke kovové destičce ve tvaru pětiúhelníku potažené hedvábnou stuhou z moaré. Stuha červené barvy je široká 24 mm. Uprostřed je pět pruhů (tři černé a dva oranžové). Vnější černé pruhy jsou lemovány úzkými oranžovými proužky.